# Clase (teoría de conjuntos)
En teoría de conjuntos, lógica de clases y sus aplicaciones en matemáticas, una clase es una familia de conjuntos o colección de conjuntos (u otros objetos matemáticos) que no necesariamente es un conjunto. El concepto de clase aparece al intentar «agrupar» todos los conjuntos (u objetos) que comparten una cierta propiedad.
En la teoría de conjuntos de Zermelo-Fraenkel (ZF) se denomina de manera informal «clase» a toda propiedad expresada por una fórmula de su lenguaje, aun cuando pueda demostrarse que no existe un conjunto que contenga todos los objetos con esa propiedad, en cuyo caso se denomina una clase propia. El uso de las clases es entonces a través de notación. Sin embargo existen otras teorías, como la teoría de conjuntos de Von Neumann-Bernays-Gödel (NBG), en las que las clases son objetos de pleno derecho y puede establecerse una distinción entre ambos tipos de «colecciones de objetos».
Ejemplos de clases propias son la clase universal, la clase R de la paradoja de Russell o la clase de todos los ordinales.

## Clases en ZF
En ZF se introduce la noción de clase como un convenio de notación:
| Una clase es una expresión del tipo {x : φ(x)}, donde φ es una fórmula con (al menos) la variable libre x. |

Las clases suelen denotarse por letras mayúsculas, A, B, ... Esta definición se complementa con una serie de reglas informales para interpretar las fórmulas donde aparezcan clases. Por ejemplo, si A y B son clases definidas por las fórmulas φ y ψ, entonces:
A ⊆ B significa: ∀x, φ(x) → ψ(x)
A = B significa: ∀x, φ(x) ↔ ψ(x)
∀x ∈ A, ξ(x) significa: ∀x, φ(x) → ξ(x)
∃x ∈ A: ξ(x) significa ∃x: φ(x) ∧ ξ(x)
A ∩ B = ∅ significa: ∀x, ¬ (φ(x) ∧ ψ(x))

Puede demostrarse que a cada conjunto c le corresponde una clase —precisamente, la clase {x: x ∈ c}—, pero también que existen clases propias, clases que no pueden ser conjuntos, o de lo contrario llevan a contradicción. Algunos ejemplos son la clase universal  y la clase R = {x: x ∉ x} o la clase de todos los ordinales On = {α: α es un ordinal}. Se distingue a las clases propias de los conjuntos de manera sencilla:
| Una clase a es un conjunto si es elemento de alguna otra clase, esto es, si existe otra clase B tal que a ∈ B. De lo contrario es una clase propia. |

Los axiomas de NBG establecen las propiedades de clases propias y conjuntos, de tal manera puede demostrarse la existencia de las clases propias mencionadas anteriormente. Sin embargo, NBG es una extensión conservativa de ZF: restringiéndose a las fórmulas que sólo «hablan de conjuntos», NBG y ZF prueban los mismos teoremas.

## Ejemplos de clases propias
- La clase de los conjuntos que no se contienen a sí mismos, R = {x: x ∉ x}, no es un conjunto, ya que de lo contrario lleva a la paradoja de Russell.
- La clase de todos los conjuntos , llamada clase universal, es una clase propia, por ser R una subclase de esta, R ⊆ V.
- La clase de todos los ordinales On no es un conjunto, ya que da lugar a la paradoja de Burali-Forti.
- La clase de todos los cardinales bien ordenados también es una clase propia, por estar en correspondencia biyectiva con On.
- La clase de todos los números cardinales es una superclase de la anterior, por lo que no es un conjunto.